# L'Odyssée d'Homer
Ne doit pas être confondu avec Un atome de bon sens.
L'Odyssée d'Homer (France) ou Homer fait une virée (Québec) (Homer's Night Out) est le 10e épisode de la première saison de la série télévisée d'animation Les Simpson.

## Synopsis
Bart achète un appareil photo espion dans un catalogue de vente par correspondance qui arrive six mois plus tard. Il l'utilise pour prendre tout un tas de photos, incluant des moments privés d'entre Homer et Marge. Plus tard, alors qu'Homer part à l'enterrement de vie de garçon d'un collègue de travail, Marge décide d'emmener les enfants au Goéland mouillé, le restaurant où l'enterrement de vie de garçon prend place sans qu'elle le sache. Durant la soirée, une danseuse du ventre sexy nommée la princesse Kashmir arrive et invite Homer à danser. Au moment où Homer monte sur la scène pour danser, Bart entre dans la salle et prend une photo.
À l'école Bart rejoint l'assemblée des futurs photographes d'Amérique et le président Martin le complimente sur sa photo et lui en demande une copie. Bart refuse, mais en donne tout de même une à Milhouse qui s'en fait demander une copie à son tour et en peu de temps, tout le monde en a une. Marge aperçoit la photo à la salle de gym et l'arrache furieusement du mur. Quand Homer revient chez lui à la fin de la journée, Marge lui montre tout de suite la photo et lui demande des explications. Bart admet que c'est lui qui a pris la photo ; Marge l'envoie dans sa chambre et met Homer à la porte.
Homer passe la nuit dans l'appartement miteux de Barney, mais il retourne chez lui le jour suivant pour faire ses excuses. Marge lui dit que ce qui l'embête le plus dans cette histoire, ce n'est pas ce qu'il a fait, mais c'est que Bart l'ait vu faire alors elle insiste pour qu'il emmène Bart rencontrer la princesse Kashmir pour qu'il comprenne que les femmes ne sont pas des objets. N'ayant plus d'autres choix, Homer et Bart visitent tous les clubs de danseuses de Springfield pour retrouver la princesse Kashmir. Ils la trouvent enfin au Sapphire Danse et Homer lui présente son fils, mais elle est plutôt préoccupée par sa prochaine performance. Cependant, Homer se retrouve accidentellement sur la scène pour l'attraction principale de la soirée, une danse avec plusieurs femmes peu habillées. Homer est sur le point de se faire jeter hors de la scène quand les spectateurs acclament le type qu'ils ont vu sur la photo et se fait relâcher. Il commence alors à danser lui aussi jusqu’à ce qu'il regarde Bart et qu'il réalise ce qu'il est en train de faire. Il arrête ensuite le spectacle pour dire aux spectateurs qu'il faut traiter les femmes avec respect, ce qui leur fait comprendre à quel point les femmes de leur famille sont importantes. Quant à la princesse Kashmir, elle essuie une larme sur sa joue, heureuse de voir un homme parler des vertus de respecter une femme. Marge, qui était dans l'assistance, accepte les excuses d'Homer et ils s'embrassent.

## Erreurs
- Sur la photocopieuse, on peut lire « 5 cents » sur l'étiquette, mais il est écrit « 10 cents » sur la fente. De plus, les gens insèrent des pièces d'un sou à l'intérieur.
- La photo que Marge découvre à son club de gym et arrache pour la rapporter à la maison n'est plus la même lorsqu'elle la montre à Homer le soir. En effet, l'annotation a disparu.
- La balance d'Homer indique 239 livres ce qui fait 108,4 kg et non 19,50 kg comme le dit Homer.

## Premières apparitions
- Carl Carlson
- M. Fisk
- Princesse Kashmir